# يوسف بكار
يوسف بكار (Yousef bakkar) (1942-) هو كاتب وأستاذ جامعي أردني، ولد في منطقة جسر المجامع في الأغوار الشمالية، حصل على دكتوراه في النقد الأدبي من قسم اللغة العربية في جامعة القاهرة (1972)، درّس في العديد من الجامعات الأردنية والعربية، وهو عضو في رابطة الكتاب الأردنيين ولجنتي البحث العلمي في الجامعة الأردنية وجامعة العلوم والتكنولوجيا الأردنية، واللجنة الوطنية العليا للبحث العلمي التابعة للمجلس الأعلى للعلوم والتكنولوجيا، ولجنة إعداد شروط ومعايير الإنتاج العلمي للترقية في جامعة اليرموك.

## مؤلفات
صدرت له عدة أعمال أدبية منها:
- «أوراق نقدية جديدة عن طه حسين»، دار المناهل للطباعة والنشر والتوزيع، 1991، عدد الصفحات:160.[2]
- «إبراهيم طوقان أضواء جديدة»، المؤسسة العربية للدراسات والنشر، 2004، عدد الصفحات:167.[3]
- «إبراهيم طوقان: دراسات جديدة ومختارات»، العصر الحديث للنشر السلسلة: الشعراء الأعلام، 2007، عدد الصفحات:144.[4]
- «إحسان عباس ناقداً، محققاً، مؤرخاً» دراسة، (مشترك)، 1998.
- «إحسان عباس: أعمال وندوات وحوارات»، 2011.
- «اتجاهات الغزل في القرن الثاني الهجري، آلات الغزل والنسيج وأدوات الخياطة»، دار المناهل للطباعة والنشر والتوزيع، 2009، عدد الصفحات:416.[5]
- «الأدب المقارن»، الأدب المقارن مترجم، الشركة العربية المتحدة للتسويق والتوريدات، 2020، عدد الصفحات:384.[6]
- «الأوهام في كتابات العرب عن الخيام» دراسة، 1988.
- «الترجمات الأردنية لرباعيات الخيام»، الآن ناشرون وموزعون، 2018، عدد الصفحات:213.[7]
- «الترجمات العربية لرباعيات الخيام: دراسة نقدية»، 1988.
- «الترجمة الأدبيّة: إشكاليات ومزالق» دراسة، 2001.
- «الرحلة المنسية، فدوى طوقان وطفولتها الإبداعية»، المؤسسة العربية للدراسات والنشر، 2000، عدد الصفحات:198.[8]
- «العروض والإيقاع»، جامعة القدس المفتوحة، 1997، عدد الصفحات:410.[9]
- «العين البصيرة: قراءات نقديّة»، 2001.
- «الوجه الآخر: دراسات نقدية»، 1986.
- «بناء القصيدة في النقد العربي القديم (في ضوء النقد الحديث)»، دار المناهل للطباعة والنشر والتوزيع، 2008، عدد الصفحات:400.[10]
- «جماعة الديوان وعمر الخيام»، المؤسسة العربية للدراسات والنشر، 2004، عدد الصفحات:165.[11]
- «حفريات من تراثنا النقدي»، دار المناهل للطباعة والنشر والتوزيع، دار الرائد للنشر والتوزيع، 2007، عدد الصفحات:219.[12]
- «حوارات إحسان عباس»، المؤسسة العربية للدراسات والنشر، 2004، عدد الصفحات:217.[13]
- «حوارات فدوى طوقان»، الآن ناشرون وموزعون، 2019، عدد الصفحات:277.
- «دراستان من وشعر: كتاب "قصتي مع الشعر" لنزار قباني" (ترجمة إلى الفارسية)، (بالاشتراك مع د.غلام حسين يوسفي)، (الطبعة الأولى، 1977)، (الطبعة الثانية، 1991).
- «رباعيات عمر الخيام - ترجمة مصطفى وهبي التل (عرار)»، (الطبعة الأولى، 1990)، (الطبعة الثانية، 1999).
- «رباعيّات عمر الخيّام - ترجمة عن الفارسية وتصدير عن حقيقة الرباعيّات»، شعر الرُباعيّات، المؤسسة العربية للدراسات والنشر، عدد الصفحات:112.[14]
- «سادن التراث: إحسان عباس»، المؤسسة العربية للدراسات والنشر، 2001، عدد الصفحات:190.[15]
- «سياسات نامة (سير الملوك) لنظام الملك الطوس» ترجمة عن الفارسية، (الطبعة الأولى، 1980)، (الطبعة الثانية، 1987). وصدر في ثلاث طبعات قبل صدوره ضمن مشروع مكتبة الأسرة الأردنية عام 2012 ويقع مع فهارسه ومصادره ومقدماته في 320 صفحة من الحجم الكبير.[16]
- «شعر ربيعة الرقي (جمع وتحقيق ودراسة)»، (الطبعة الأولى، 1980)، (الطبعة الثانية: فريدة ومنقحة، دار الأندلس للطباعة والنشر والتوزيع 1984، عدد الصفحات:144).[17]
- «شعر زياد الأعجم (جمع وتحقيق ودراسة)»، (الطبعة الأولى، 1983)، (الطبعة الثانية، 1983).
- «عبد الله الفيصل؛ دراسة ومختارات»، العصر الحديث للنشر السلسلة: الشعراء الأعلام، 2004، عدد الصفحات:112.
- «عبد المنعم الرفاعي؛ دراسة ومختارات»، العصر الحديث للنشر السلسلة: الشعراء الأعلام، 2004، عدد الصفحات:128.[18]
- «عروض الخليل بن أحمد: مقاربات جديدة» دراسة، 2009.
- «عصر أبي فراس الحمداني» دراسة، 2000.
- «عمر الخيام أعمال عربية وأخبار تراثية»، نصوص نثرية أدبية عربية، دار صادر، 2012، عدد الصفحات:156.[19]
- «عمر الخيام والرباعيات في أثار الدارسين العرب»، شعر الرُباعيّات، دار المناهل للطباعة والنشر والتوزيع، 1987، عدد الصفحات:248.[20]
- «عين الشمس (مقاربات في النقد ونقد النقد)»، دار الرائد للنشر والتوزيع، 2007، عدد الصفحات:176.[21]
- «غزل المكيين في العصر الأموي» دراسة، 2009.
- «فدوى طوقان: دراسة ونصوص ومختارات"، 2005.
- «فوح الشذا..أزاهير أردنية في الأدب والنقد»، الآن ناشرون وموزعون، 2017، عدد الصفحات:172.[22]
- «في الأدب المقارن... مفاهيم وعلاقات وتطبيقات»، الأدب المقارن مترجم، الآن ناشرون وموزعون، 2019، عدد الصفحات:185.[23]
- «في الشعر العربي القديم؛ دراسات ونقود وتراجم»، علم دراسة عادات الشعوب القديمة، دار البيروني للنشر والتوزيع، 2018، عدد الصفحات:304.
- «في العروض والقافية» دراسة، (الطبعة الأولى، 1984)، (الطبعة الثانية، 1990).
- «في النقد الأدبي (إضاءات وحفريات)»، 1995.
- «في محراب الترجمة»، الآن ناشرون وموزعون، 2017، عدد الصفحات:168.[24]
- «قراءات نقدية» دراسة، (3 طبعات: 1980، 1982، 1986).
- «قضايا في النقد والشعر» دراسة، 1984.
- «قلادة المرجان»، فضاءات للنشر والتوزيع، عدد الصفحات:210.
- «كزيدة أي أز شعر عربي معاصر» ترجمة كتاب «مختارات من الشعر العربي الحديث» للدكتور مصطفى بدوي، بالاشتراك مع د.غلام حسين يوسفي، 1991.
- «مبدعون ومبدعات تراجم وتنويرات نقدية»، الآن ناشرون وموزعون، 2015، عدد الصفحات:112.[25]
- «من بوادر التجديد في شعرنا المعاصر» دراسة، (الطبعة الأولى، 1990)، (الطبعة الثانية، 1995).
- «نحن وتراث فارس» دراسة، 2000.
- «وقفة مع الخيام.. في البحث عن الخيام والرباعيات»، شعر الرُباعيّات، الآن ناشرون وموزعون، 2020، عدد الصفحات:378.

## جوائز وتكريمات
تقديراً لجهوده العلمية المخلصة في الأدب والنقد على عدّة جوائز منها:
- جائزة التفوق في التدريس، جامعة مشهد لعام 1973.
- جائزة التفوق في البحث العلمي، جامعة اليرموك لعام 1984.
- جائزة الدولة التقديرية في الآداب (الدراسات الأدبية النقدية)، وزارة الثقافة الأردنية، 1992.
- وسام الملك عبدالله الثاني ابن الحسين للتميز من الدرجة الاولى لعام 2025